# Dorfkirche Stolpe

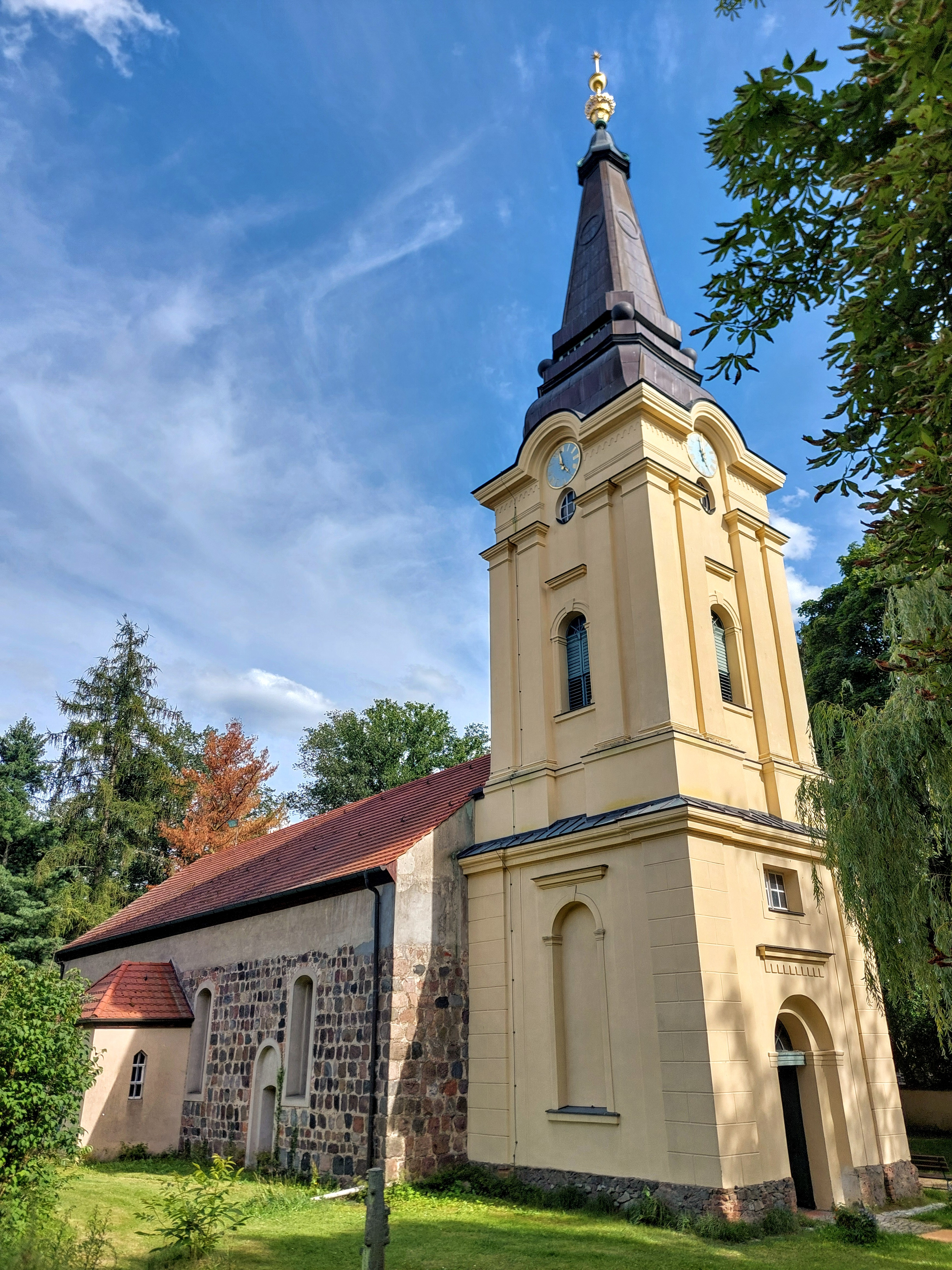
Dorfkirche Stolpe, Ansicht von Nordwesten

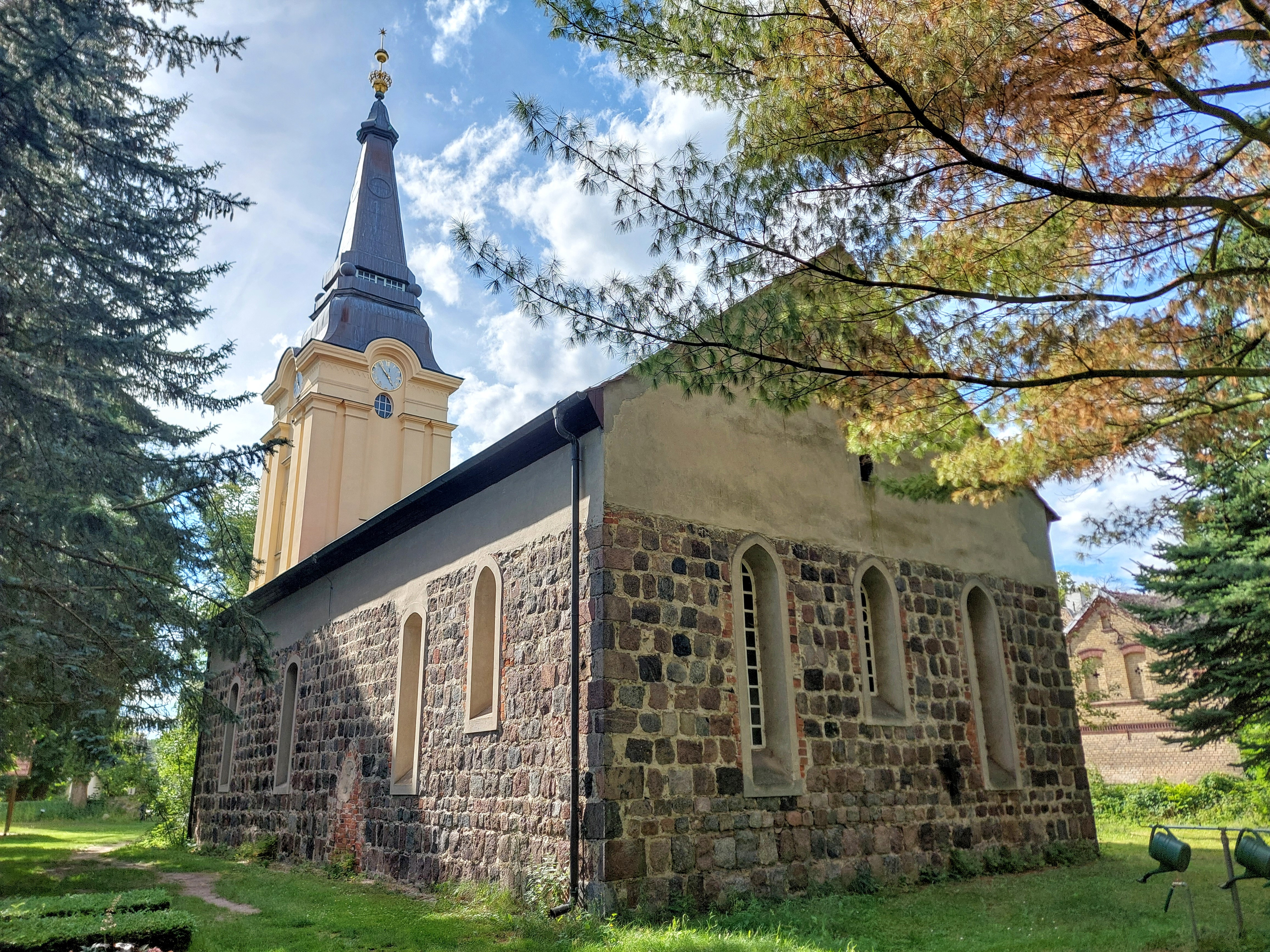
Ansicht von Südosten

Die Dorfkirche Stolpe in Hohen Neuendorf Ortsteil Stolpe befindet sich inmitten des Dorfes in der Adolf-Hermann-Straße 1. Zwischen 1190 und 1250 errichtet, gehört sie zu den ältesten Kirchen in der Mark Brandenburg.

## Geschichte
Die Kirche wurde zwischen 1190 und 1250 erbaut, im Zug der Reformation nach 1517 das Priesterportal zugemauert und im Jahr 1822 wurde ihr ein Kirchturm hinzugefügt. Die Erneuerung des Dachstuhls und der Austausch der Holz- durch eine Betondecke erfolgte in den Jahren 1972 bis 73.
Sie wurde zuletzt in den Jahren 1994 bis 2004 von Grund auf restauriert.

## Architektur
Die Dorfkirche Stolpe ist eine schlichte Saalkirche aus Feldsteinen mit einem hellgelb verputzten Turm. Zwischen Turm und Schiff befindet sich der ursprüngliche Eingang, ein altes gotisches Kirchenportal. Bis 1821 hatte das Gotteshaus nur einen auf dem Westgiebel befindlichen Dachreiter, in dem sich die 2 Glocken und die Uhr befand.
Im Jahr 1822 ließ der damalige Kirchenpatron Baron Albrecht Wilhelm von Pannwitz den kleinen Dachreiter, durch den neuen, an die Kirche angebauten steinernen Turm ersetzen. Dieser im Querschnitt quadratische Turm weist eine reiche Putzgliederung auf und ist von einem Obelisken gekrönt, der auf einem geschweiften Sockel ruht.
Laut Bauvertrag ist er eine Kopie des Turmes der Dorfkirche Schwante. Über dessen geschwungener, kupfergedeckten Turmhaube sind auf der Spitze ein Stern mit Kugel und Krone zu sehen, die im Jahre 1999 vergoldet wurden. Der Stern ist ein Zeichen für Christus, die Kugel weist auf die Welt hin, und die Krone stellt die Preußenkrone dar mit der Aufschrift „Friedrich Wilhelm III.“ als Zeichen weltlicher Macht und dem Ausdruck der Verbundenheit der Patronatsfamilie mit dem preußischen Königshaus.
An der Kirchensüdwand befindet sich ein zugemauertes Portal, das sogenannte „Priesterportal“, das nach der Reformation geschlossen wurde. Es diente einst als separater Eingang für den Geistlichen, der nach reformatorischem Verständnis jetzt zusammen mit der Gemeinde das Gotteshaus betreten soll.

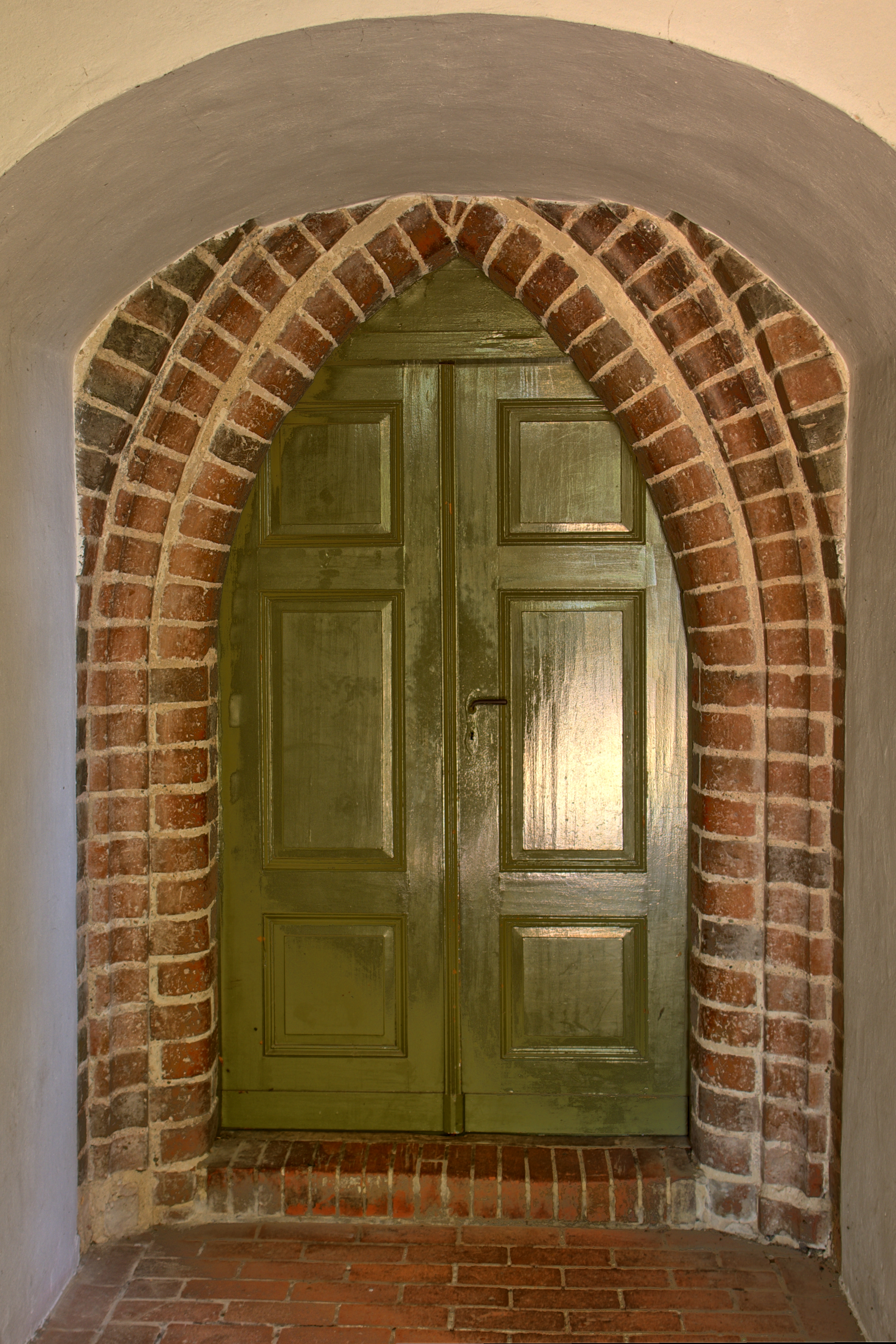
Gotisches Eingangsportal
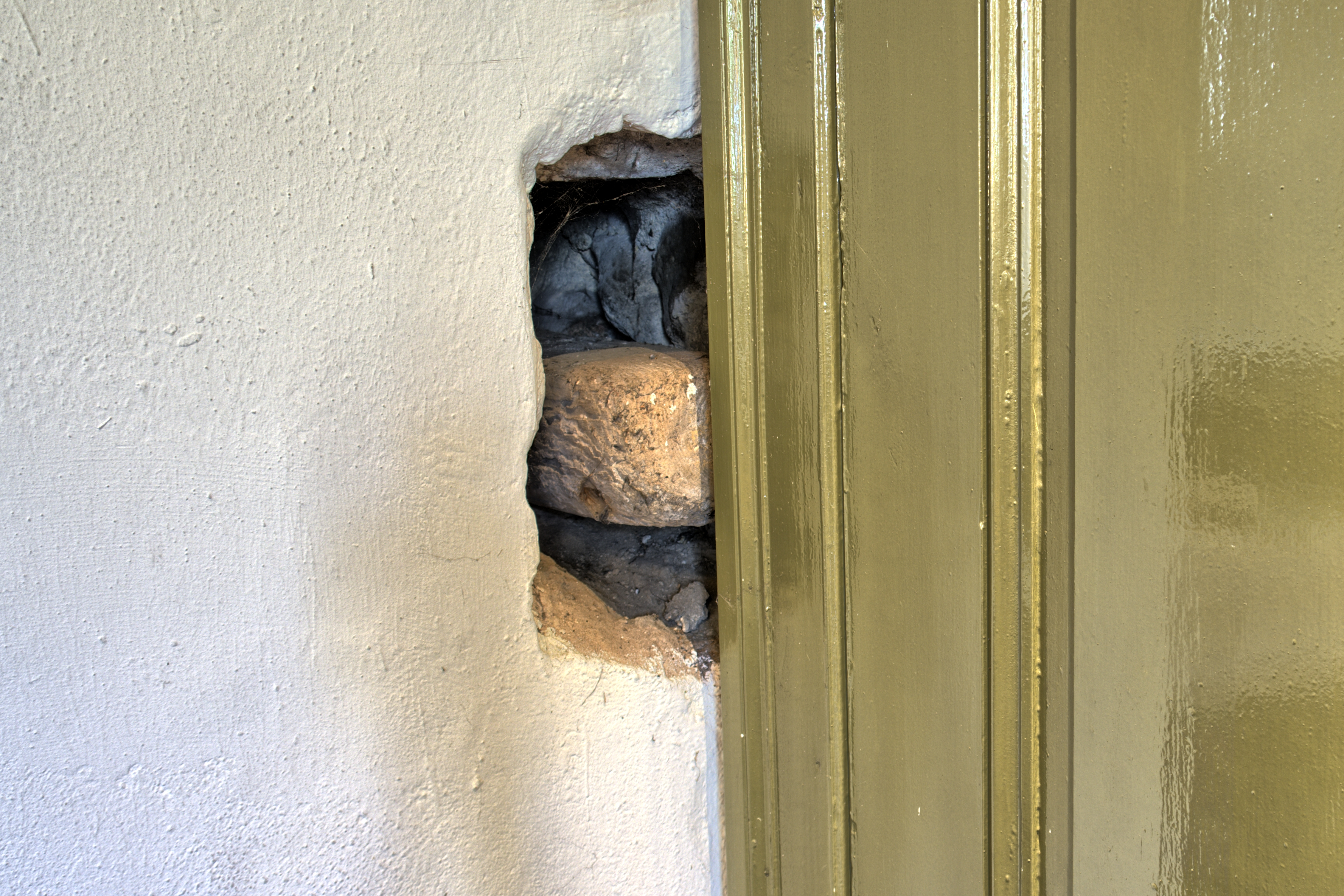
Balkenriegel zum Sichern der Tür von Innen
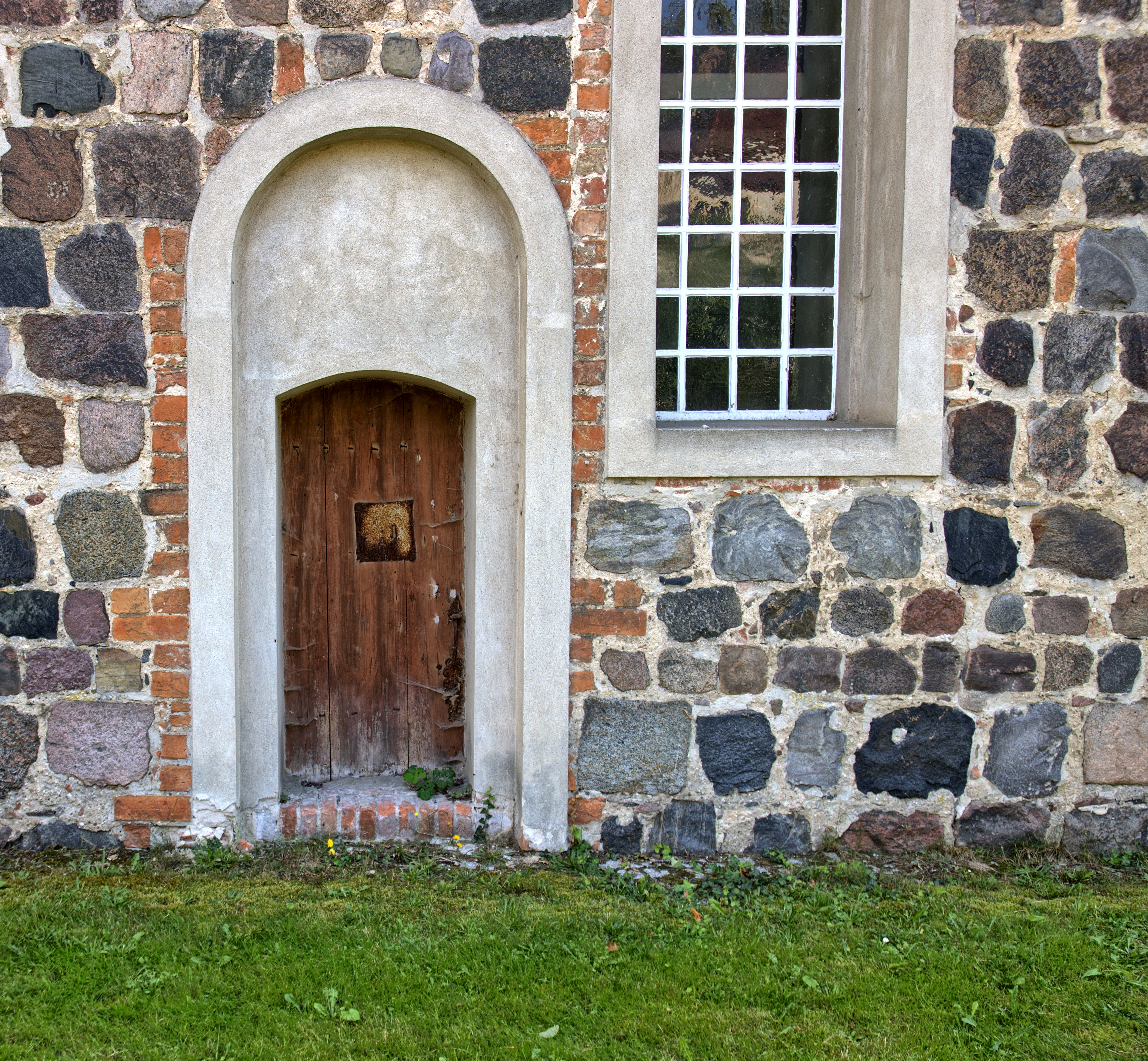
Unbenutzbarer Nordeingang
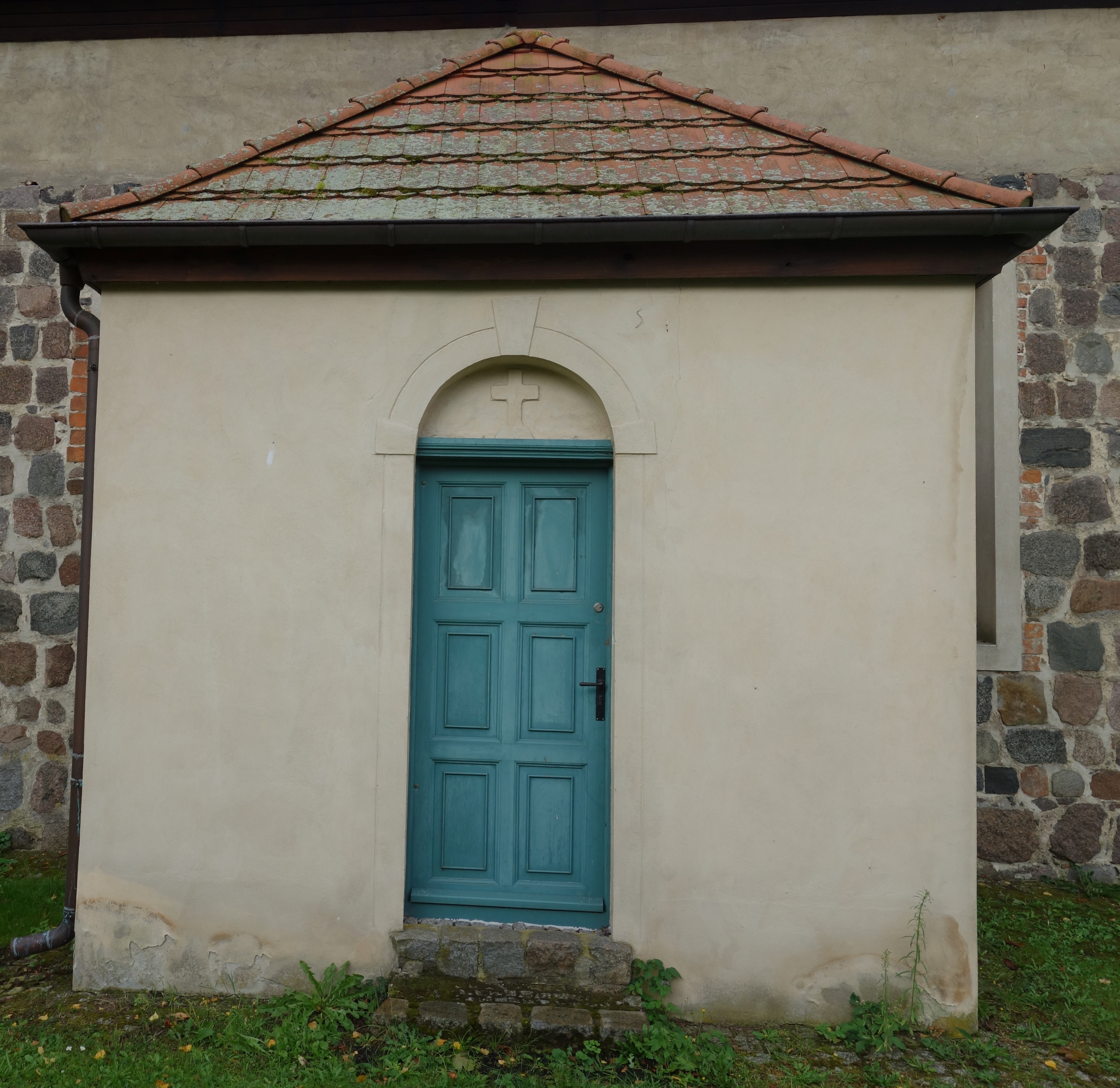
Äußerer Zugang zur Patronatsloge
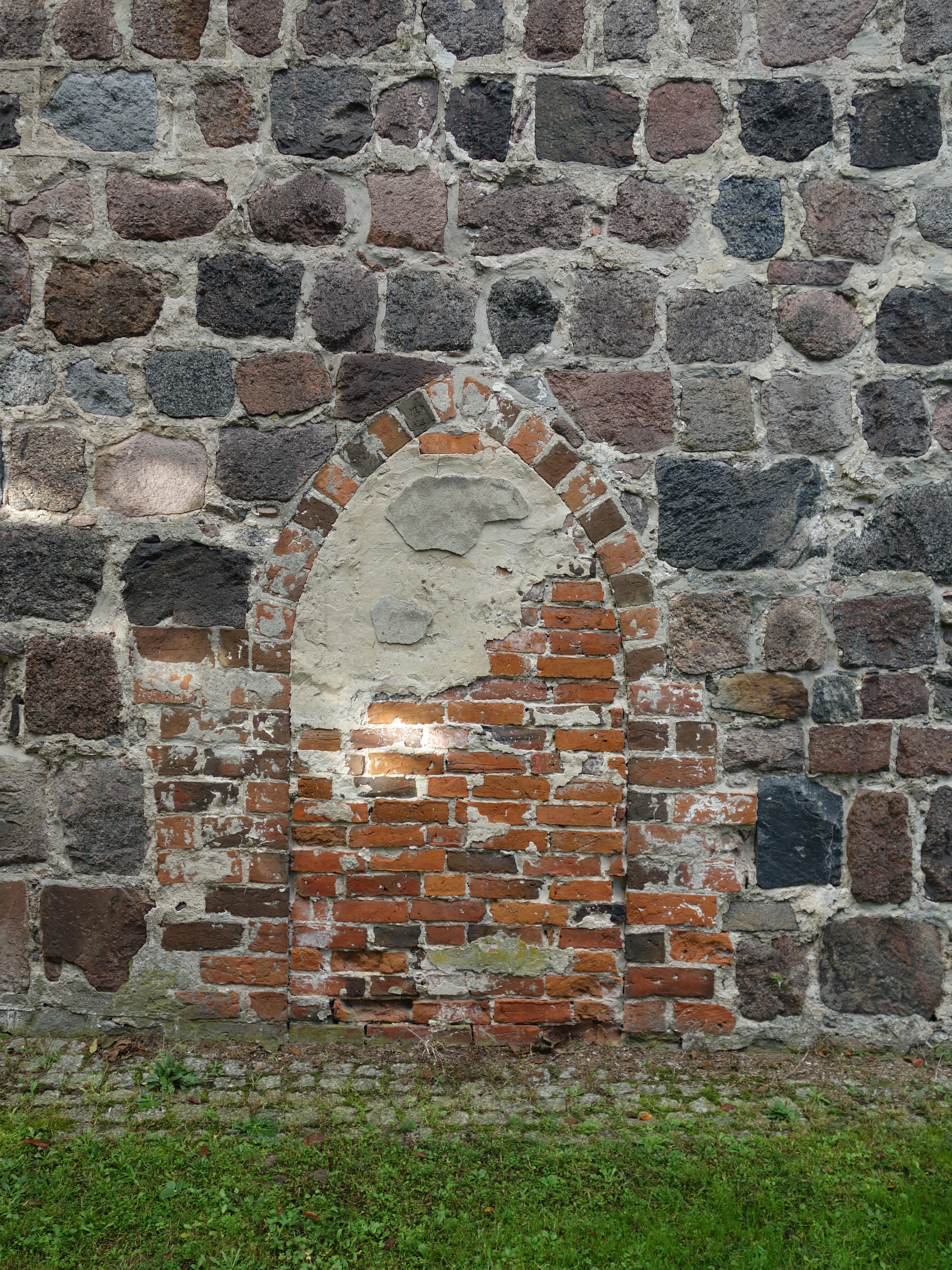
Altes Priesterportal

## Innenausstattung

### Patronatsloge
Auf der linken Seite des Innenraumes ist die ehemalige Patronatsloge, der Platz der Gutsherrschaft, aus dem 17. Jahrhundert. Heute beinhaltet sie eine kleine historische Sammlung.
Im Giebel, der von zwei gedrehten Halbsäulen getragen wird, ist das Bibelwort aus Psalm 26,8 zu lesen: „Herr, ich habe lieb die Stätte deines Hauses und den Ort, da deine Ehre wohnt“ – ein sichtbares Bekenntnis derer, die dort auf der Loge Platz nahmen.

### Altar
Der Altar, der wie die Taufe und die Kanzel aus dem frühen 19. Jahrhundert stammt, ist ein einfacher, gemauerter Block mit vorgesetzten Altarschranken. Auf ihm stehen 2 Messingleuchter, die aus der Zeit um 1820 stammen und ein Kruzifix unbekannter Herkunft.
Seine durch zwei Säulen gerahmte Rückwand enthält eine Kopie des Abendmahlsgemäldes von Leonardo da Vinci. Aus dem Giebel ragt ein Kreuz hervor, unter dem das Auge Gottes im Strahlenkranz dargestellt ist. Das biblische Christuswort „Ich bin der Weg, die Wahrheit und das Leben; niemand kommt zum Vater denn durch mich“ (Joh. 14,6) und das biblische Worte vom letzten Abendmahl Jesu „Und da sie aßen, sprach er: Wahrlich, ich sage euch, einer unter euch wird mich verraten“ (Matth. 26, 21–22) rahmen es ein.

### Kronleuchter
Der Messingkronleuchter wurde 1998 von einer Einzelperson gestiftet.
Es ist ein Kronleuchter der Form „Flämische Krone“ und wird von 16 Kerzen beleuchtet. Aus diesem Grund kann er von der Decke herabgelassen werden.

### Kanzel
Die mit einer polygonalen Brüstung versehene Kanzel stammt aus der Zeit nach 1822 und steht rechts vom Altar. Sie war ursprünglich mit der Sakristei verbunden und stand auf einem höheren Fuß. 1972 wurde der heutige Zustand hergestellt, als das alte Gestühl ausgewechselt hat.

### Taufbecken
Die viereckige, hölzerne Taufe aus der Zeit um 1822 steht links vom Altar und trägt ein Taufbecken aus Zinn, zu dem eine Taufkanne gehört. Ein barocker Taufengel aus Holz schwebt über der Taufe als Zeichen der Nähe Gottes. Er war von 1820 bis 1992 auf dem Dachboden verschollen und wurde Mitte der 1990er Jahre wieder aufgefunden und restauriert.

### Relief
An der Südwand befindet sich ein Zinkguss-Relief aus der Werkstatt von Karl Friedrich Schinkel. Es ist eine Leihgabe aus der Kirche St. Nikolai in Potsdam und ist dort Teil eines breiten Reliefbandes. Bevor es in die Dorfkirche Stolpe kam, lag es zerbrochen im Kirchlichen Bauamt. Aufgrund der Bemühungen der damaligen Pastorin Renate Vogel wurde es repariert und als Leihgabe zur Verfügung gestellt.

### Kruzifix, Ölgemälde
Das vergoldete Kruzifix, das links von der Patronatsloge an der Wand hängt, lag viele Jahre ungenutzt in einer Abstellkammer im Krankenhaus Berlin-Buch, bis es hier einen würdigen Ort fand.
Auf der rechten Seite der Loge hängt eine Kopie des Gemäldes Der Zinsgroschen des italienischen Malers Tizian.

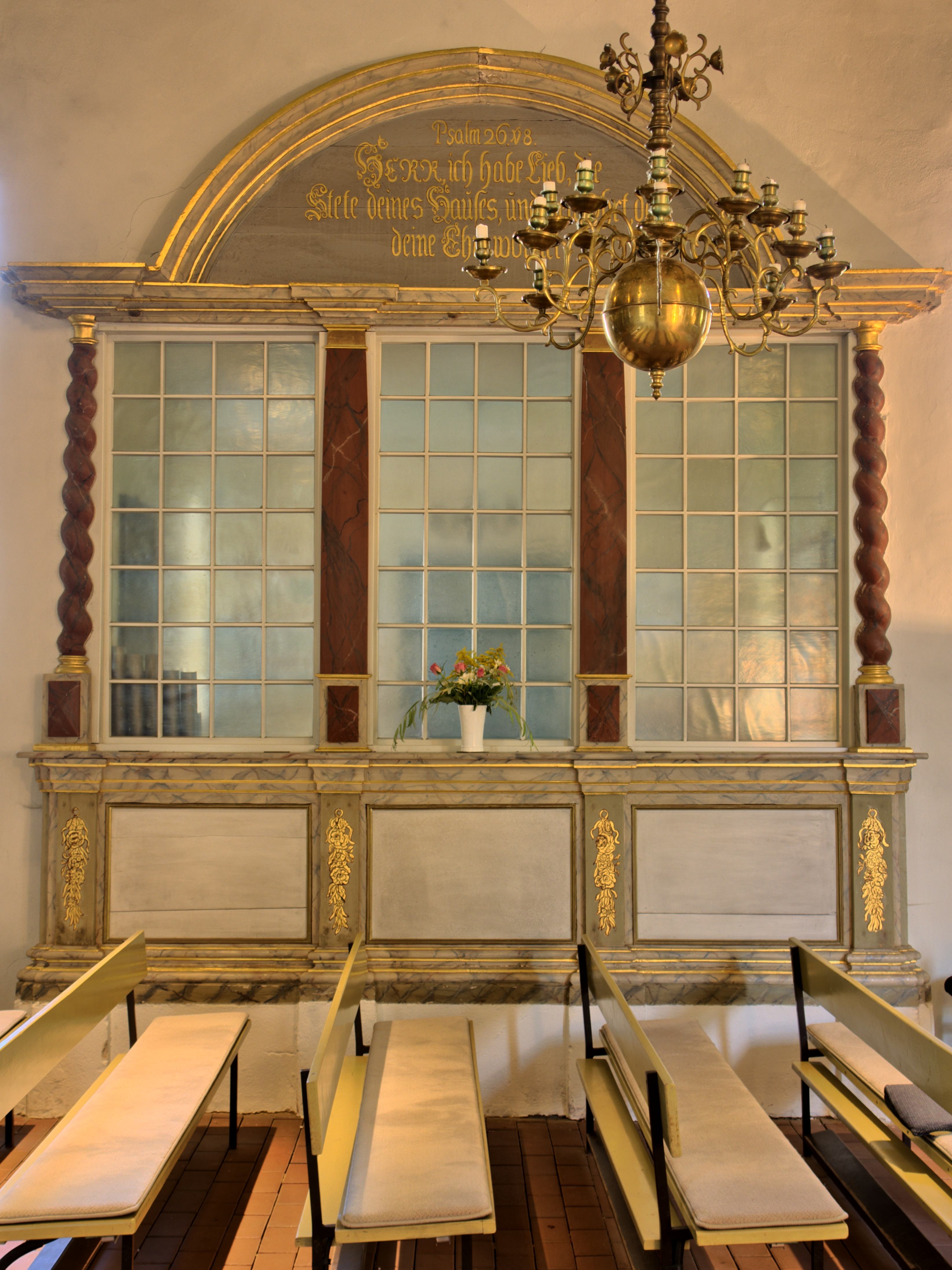
Patronatsloge
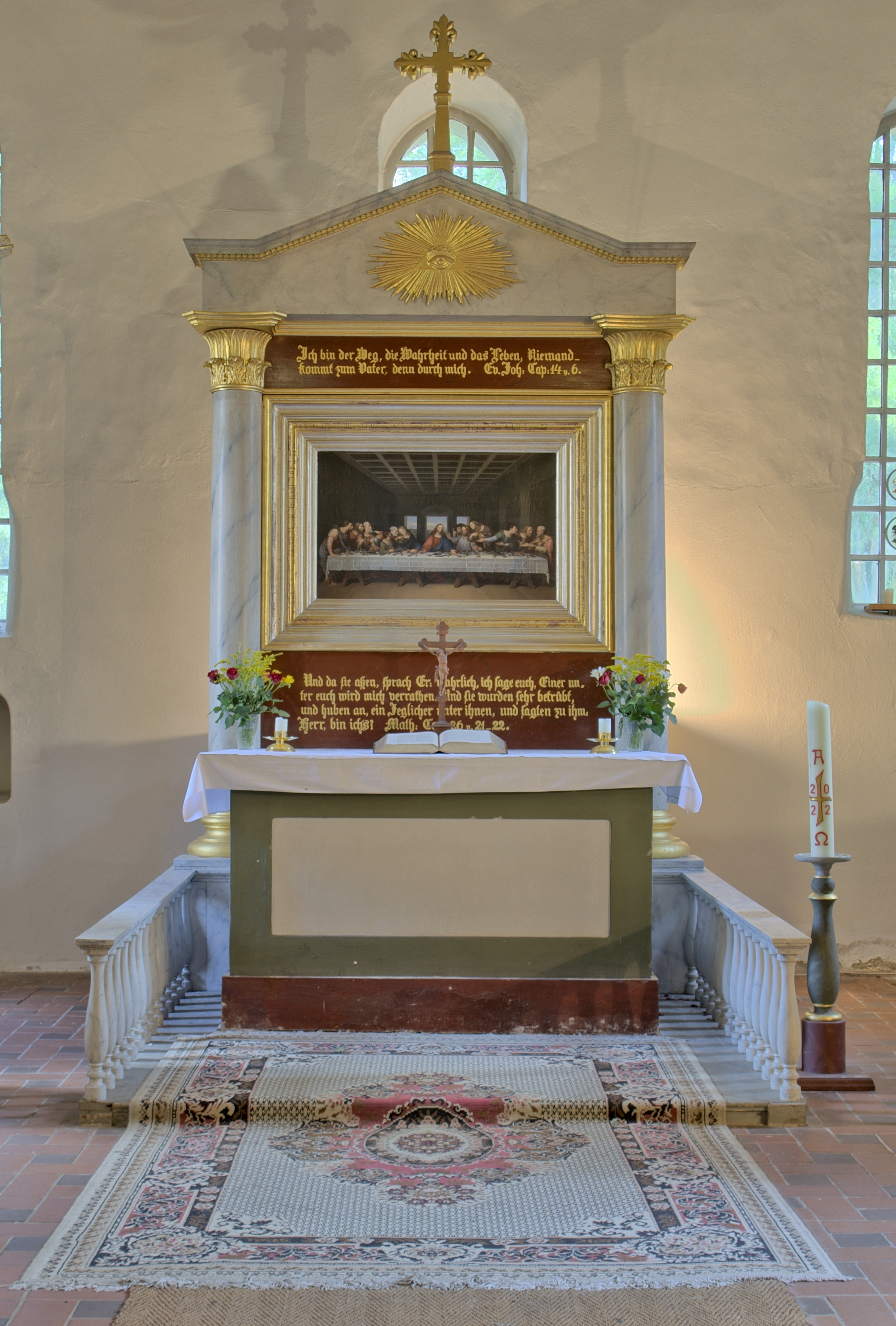
Altar
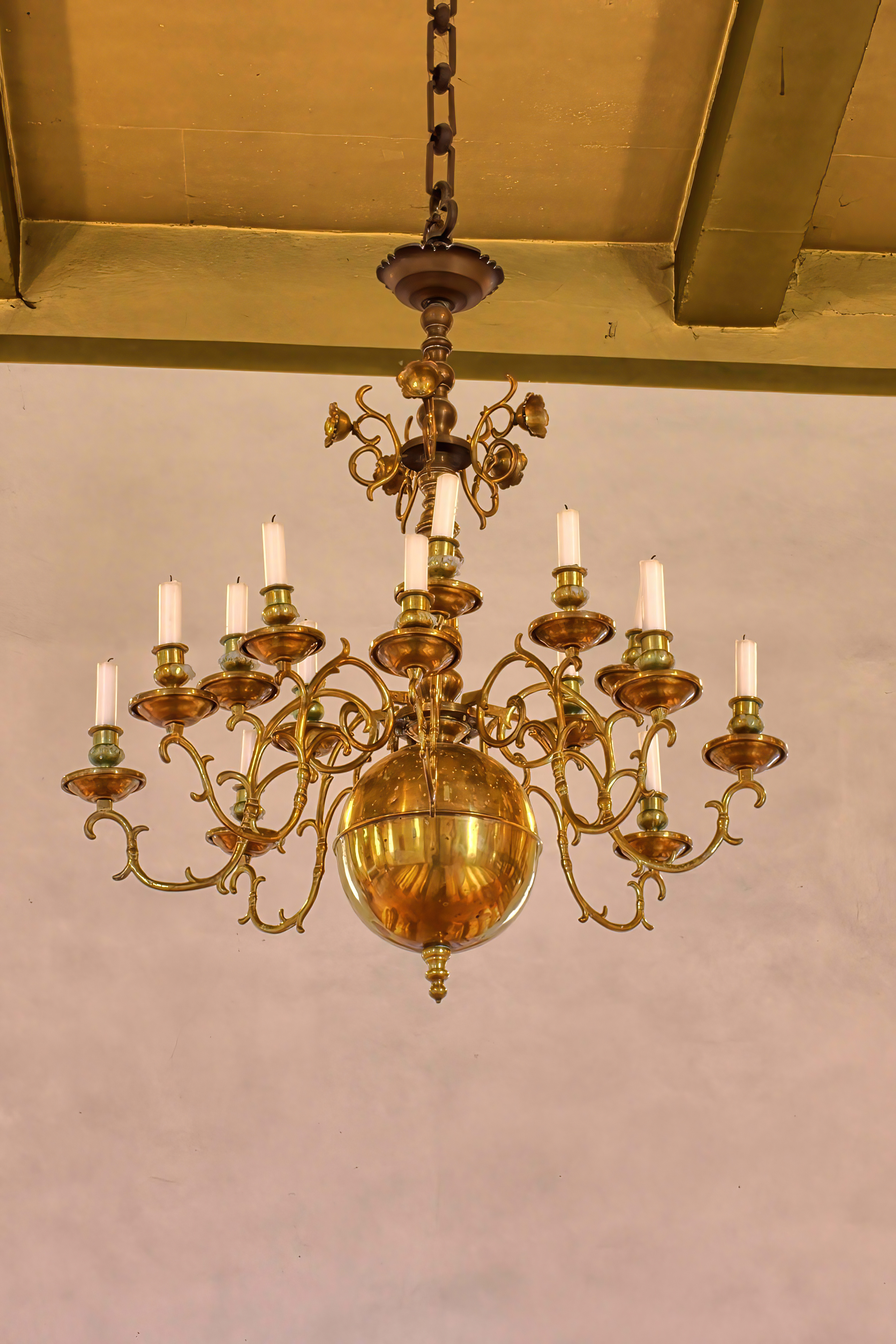
Messingkronleuchter
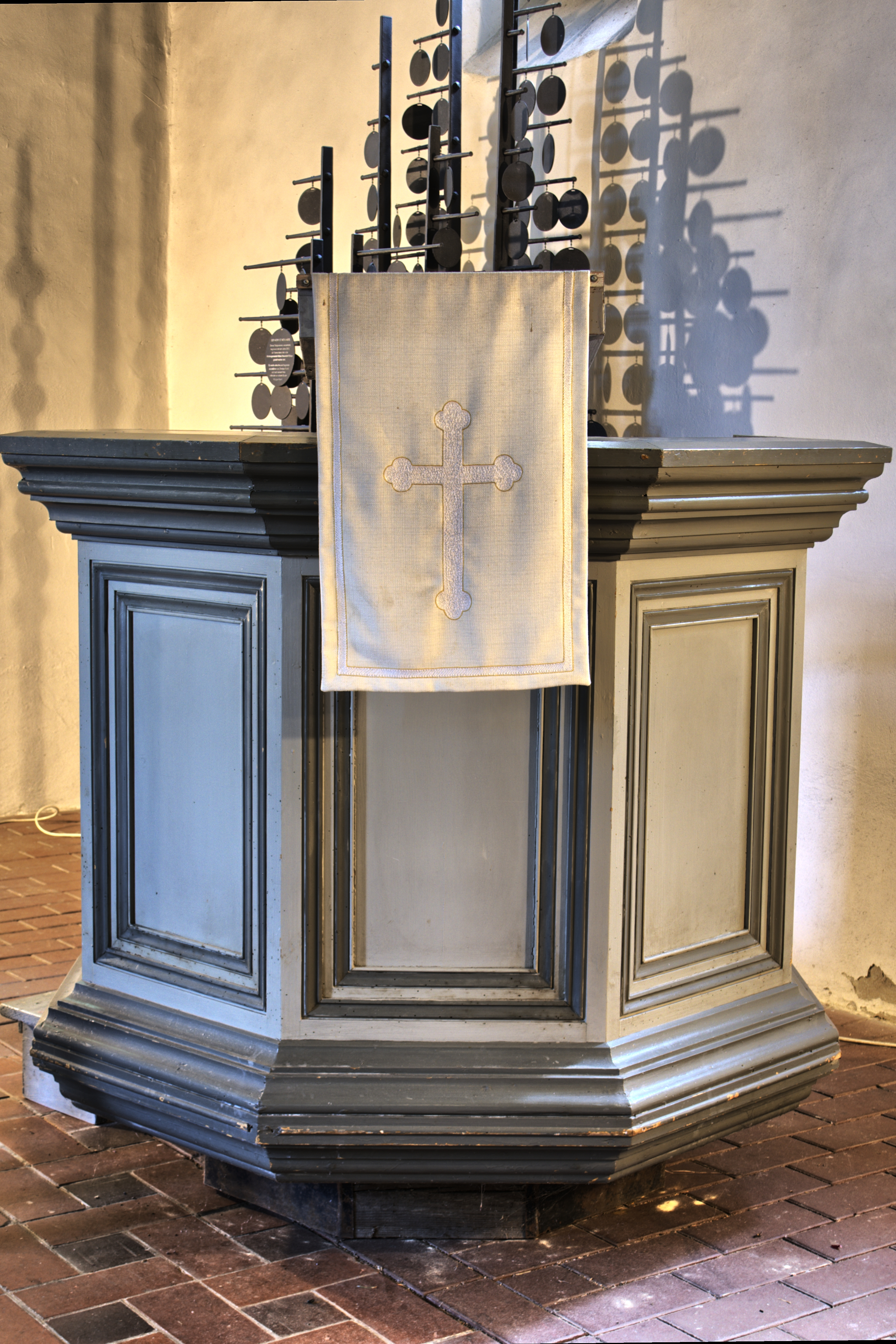
Kanzel
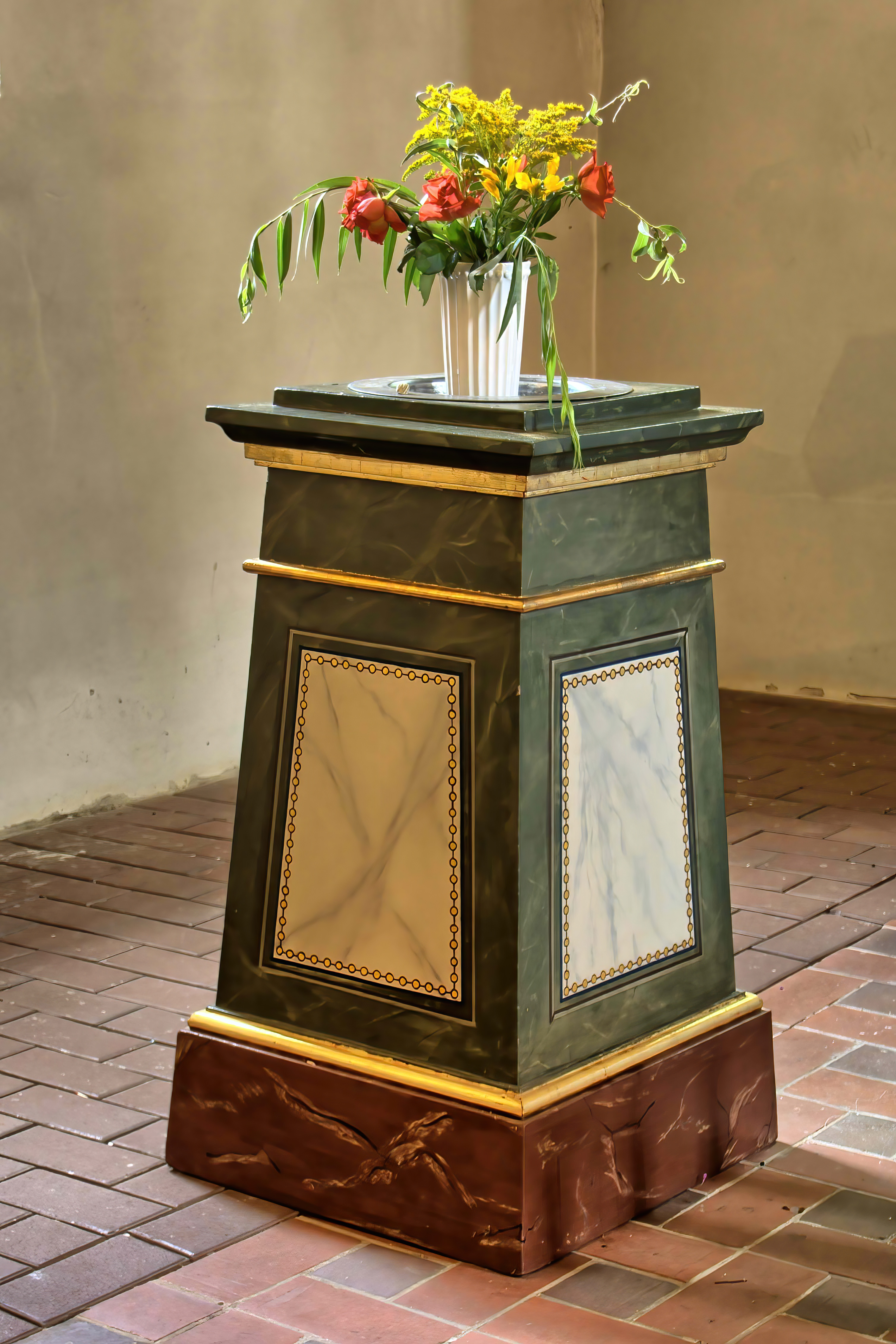
Taufbecken
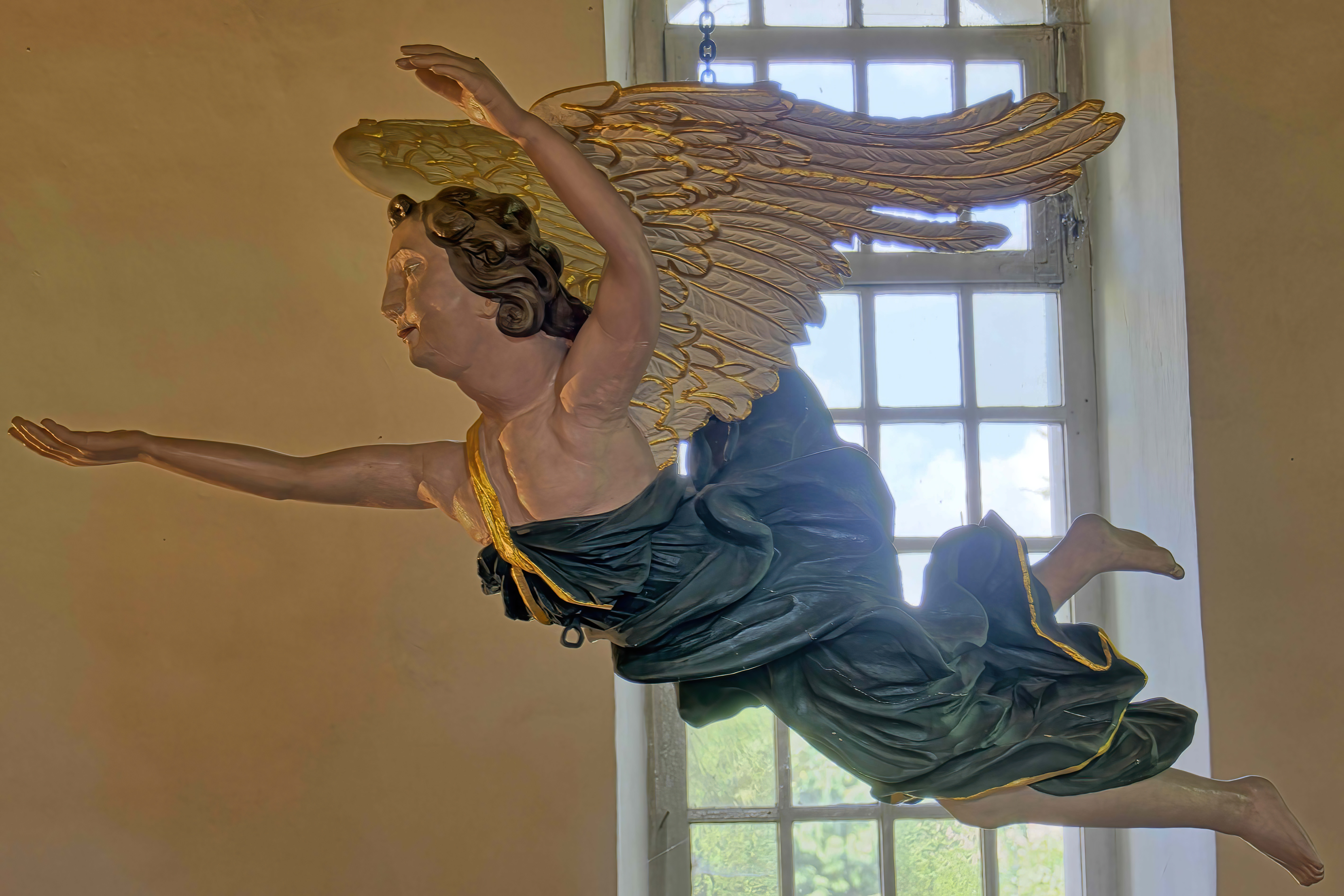
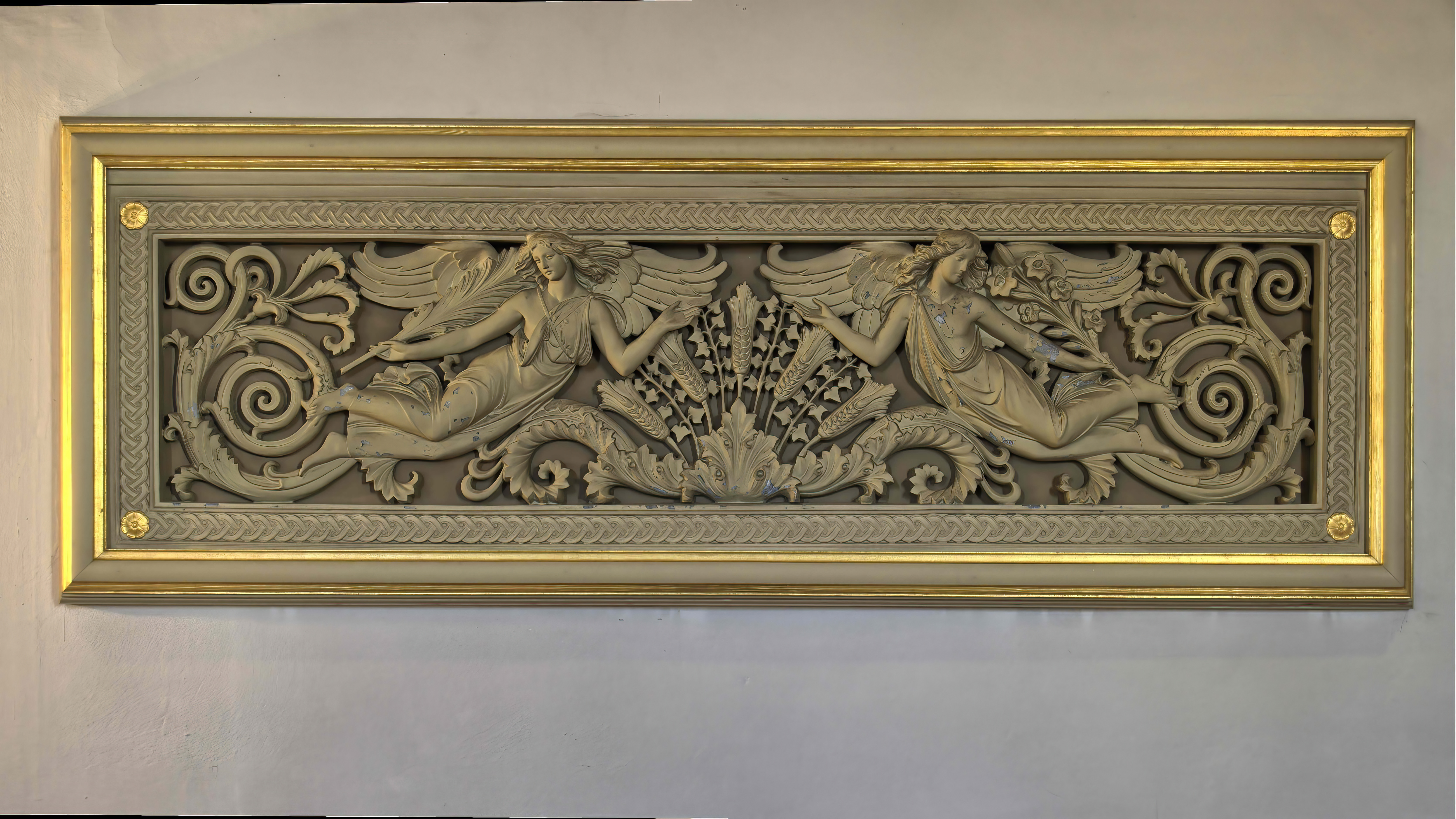
Relief
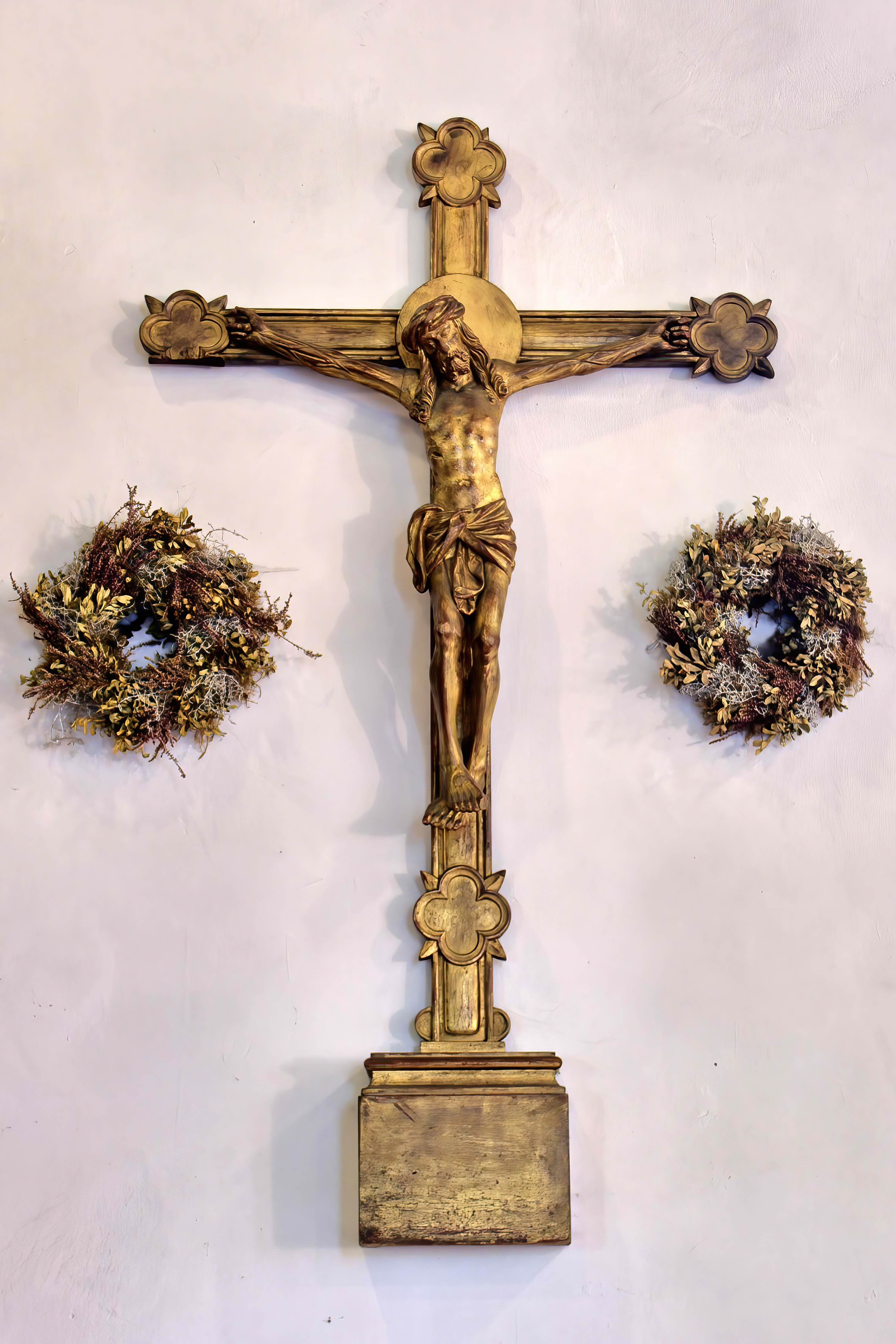
Kruzifix

### Fenster
Drei Fenster weisen hin auf die Dreifaltigkeit Gottes (Trinität). Das rechte Fenster enthält zwei Wappenscheiben aus dem Jahr 1649. Es sind Stiftungen anlässlich der Hochzeit von Hedwech von Schlaberndorf und Georg von Haken.

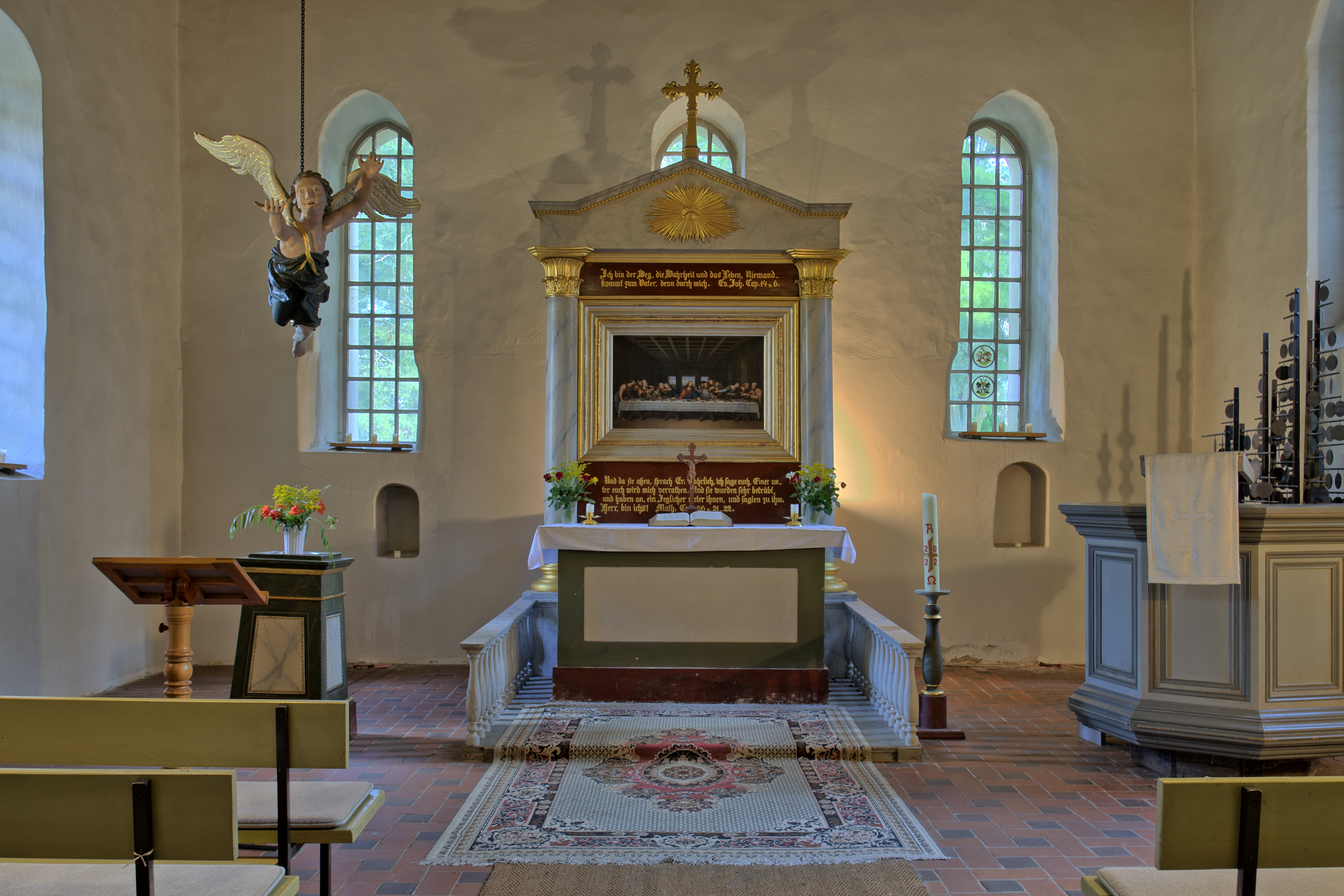
Ansicht der Altar-Fensterfront
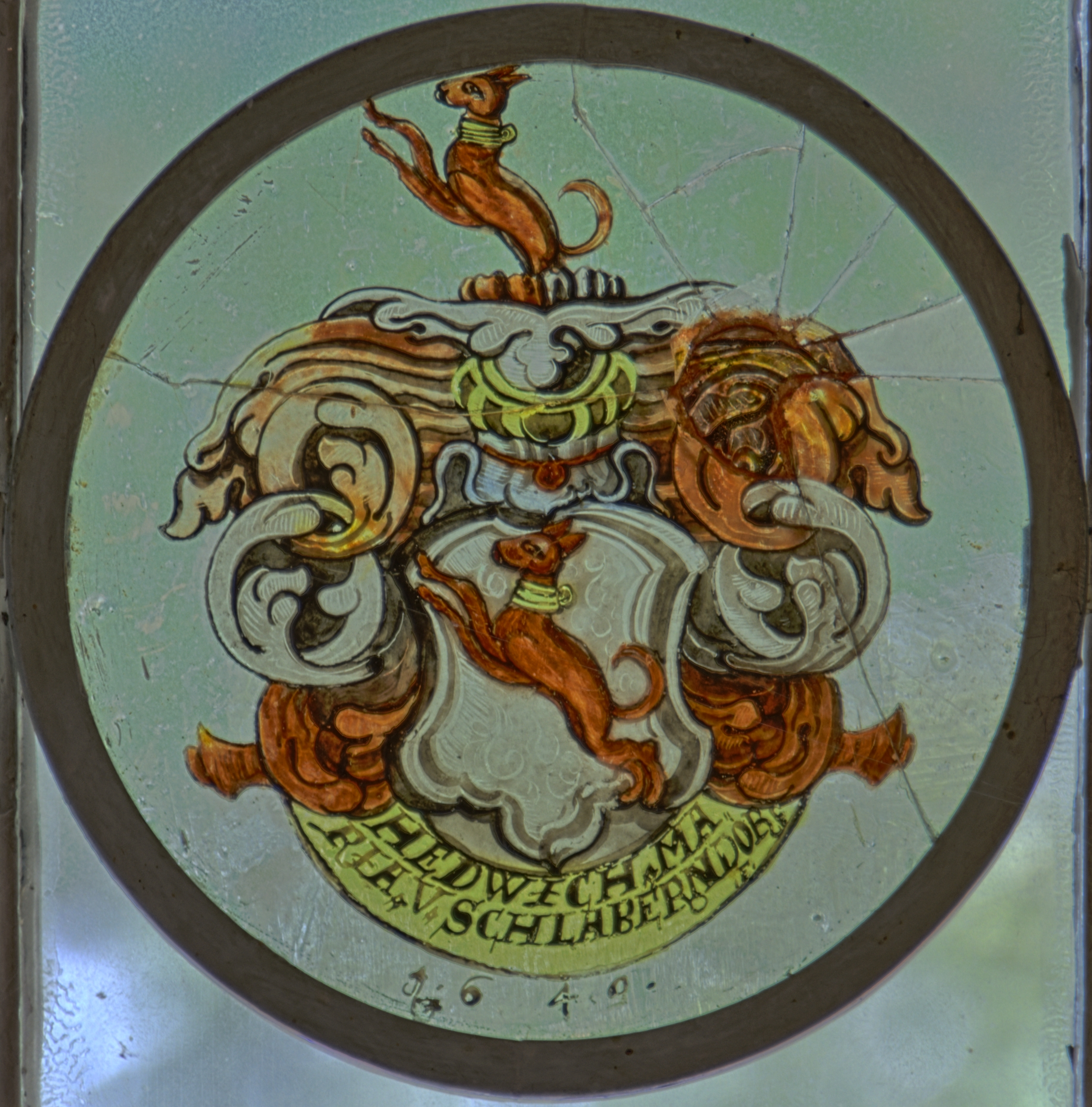
Wappenscheibe von Schlaberndorf
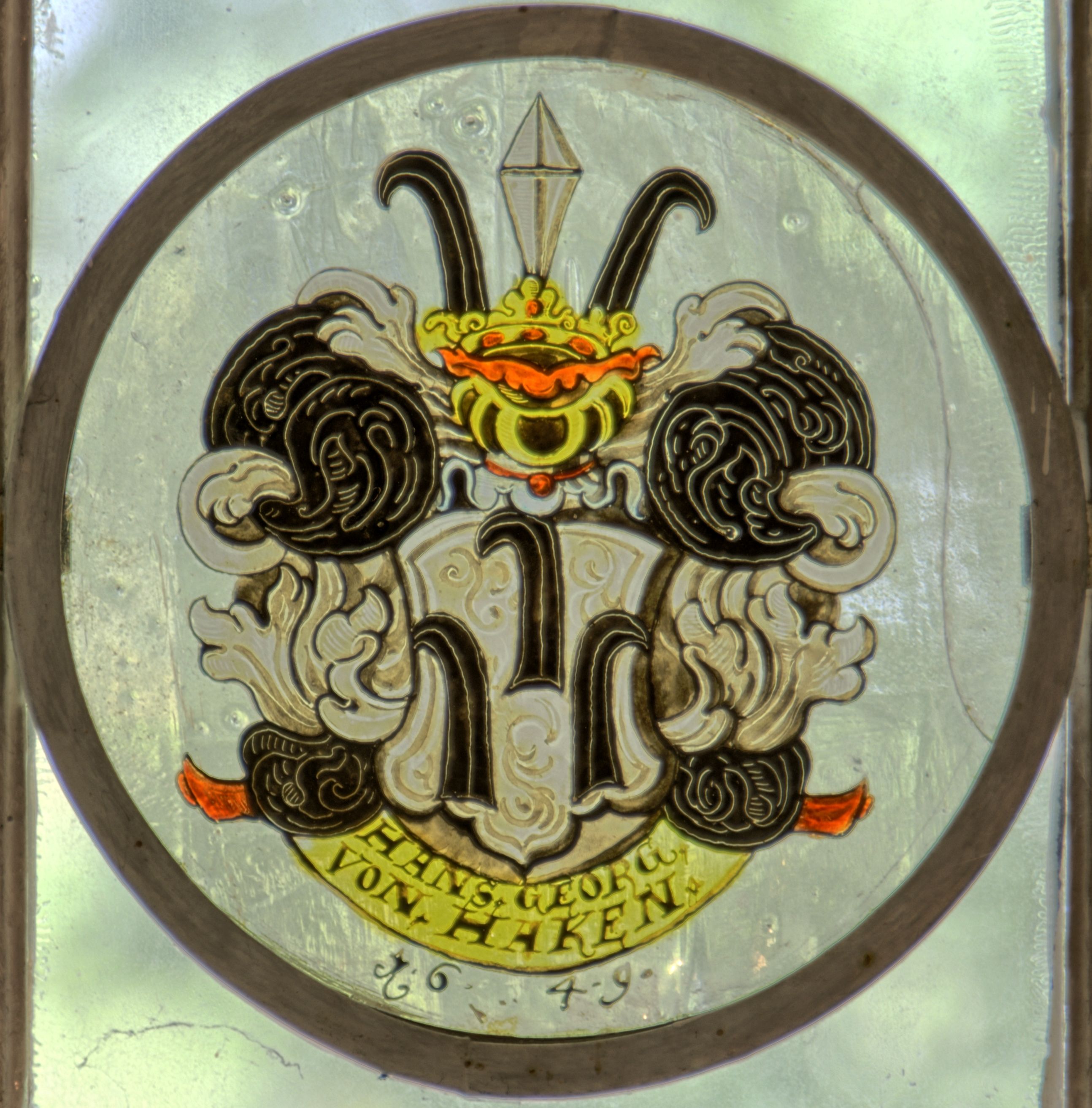
Wappenscheibe von Haken

## Orgel

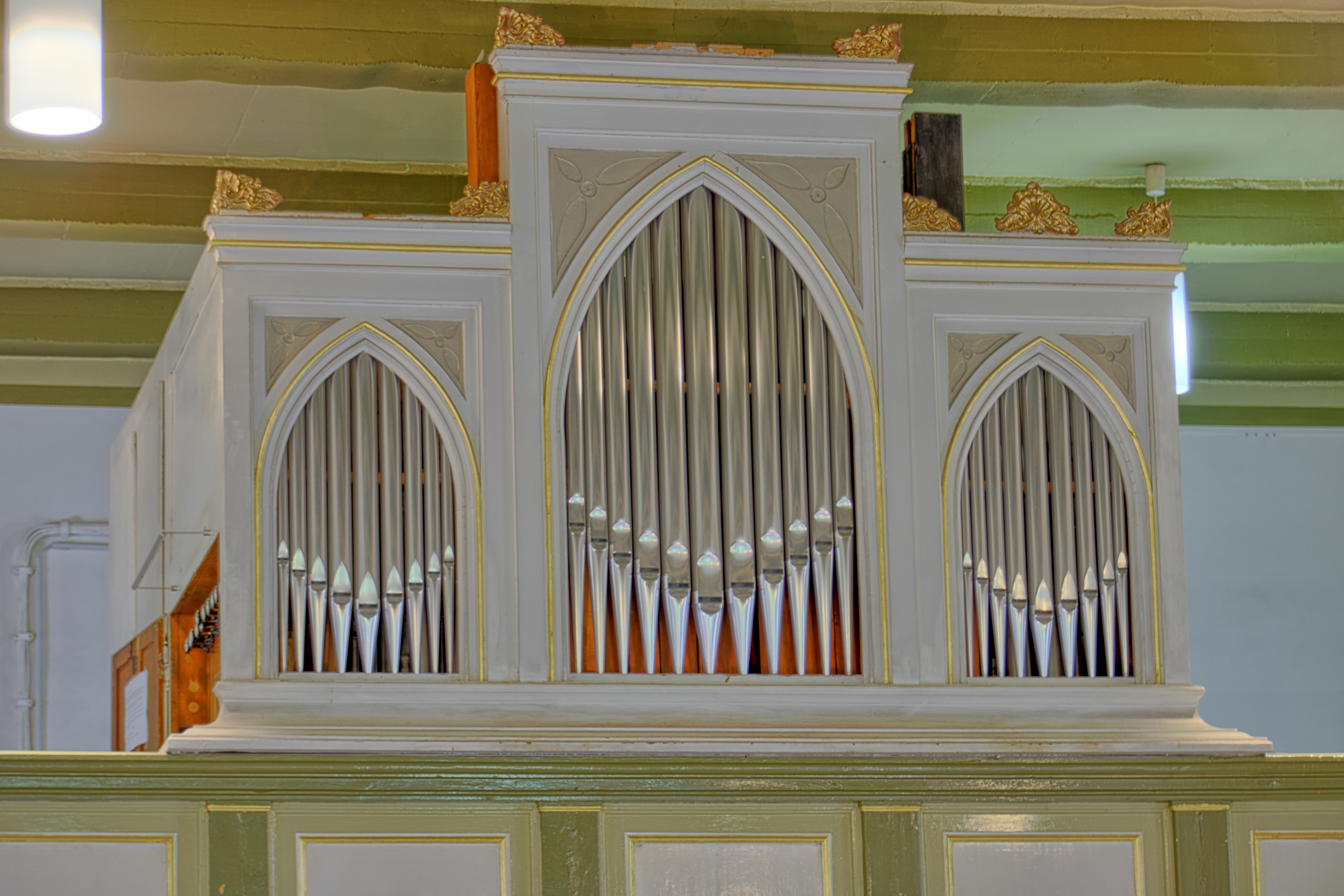
Ansicht der Lange-Orgel auf der Orgelempore

Die Orgel wurde 1857 bei dem Instrumentenbauer Ferdinand Lange aus Berlin für 600 Taler in Auftrag gegeben und sollte eine bestehende Orgel unbekannter Bauart ersetzen. Diese wurde im Jahre 1859 fertiggestellt, die Prospektpfeifen lieferte Carl August Buchholz.
1917 mussten die Prospektpfeifen für Kriegszwecke abgegeben werden und wurden später durch Zinkpfeifen ersetzt. Die Blasebälge werden ab 1934 mittels Elektromotor mit Luft befüllt.
Ansonsten ist die Orgel original erhalten und hat acht Register mit einem Manual und Pedal.
Im Jahr 1993 reparierte und wartete die Orgelbaufirma Alexander Schuke Potsdam Orgelbau GmbH die Orgel, im Jahr 2017 wurde eine umfangreiche Generalrenovierung durchgeführt.
Ihre Disposition ist:
| I. Manual |                |        |
| 1.        | Prinzipal      | 8′     |
| 2.        | Octave         | 4′     |
| 3.        | Salicional     | 8′     |
| 4.        | Gedact         | 8′     |
| 5.        | Flauto amabile | 4′     |
| 6.        | Nasard         | 2 2/3′ |
| 7.        | Super Octav    | 2′     |

| Pedal |         |     |
| 8.    | Subbass | 16′ |

## Glocken
Zwei Glocken aus den Jahren 1534 und 1652 sind erhalten, eine weitere musste im Zweiten Weltkrieg für militärische Zwecke abgegeben werden. Sie wurde 1954 durch eine neue ersetzt, die die Inschrift „Welche der Geist Gottes treibt, die sind Gottes Kinder“ (Röm. 8,14) trägt.

## Nutzung
Die schlichte und ansehnlich-eindrucksvolle Dorfkirche Stolpe ist heute ein gern aufgesuchter Ort für Gemeinde-Gottesdienste und für Gottesdienste „im Lebenslauf“ wie Taufe, Konfirmation, Trauung und Beerdigungen (auf dem die Kirche umgebenden Kirchhof). Eine besondere Spezialität im Veranstaltungskalender Stolpes sind die weit über das Dorf hinaus bekannten Kirchenkonzerte und Abendmusiken mit hoher künstlerischer und geistlicher Qualität.

## Seelsorge
Die Kirchengemeinde Hohen Neuendorf-Stolpe gehört zum Kirchenkreis Nord-Ost im Sprengel Berlin der Evangelischen Kirche Berlin-Brandenburg-schlesische Oberlausitz.
Ebenfalls zur Kirchengemeinde Stolpe in der Kirchenprovinz Brandenburg der Evangelischen Kirche der Altpreußischen Union haben früher die Dörfer Glienicke und Schönfließ gehört. Heute bilden Hohen Neuendorf und Stolpe ein gemeinsames Kirchspiel mit Sitz in Hohen Neuendorf. Als die letzte Stolper Geistliche wirkte Pastorin Renate Vogel.
Die Pfarrer der Kirche waren:
| Jahr der urkundlichen Erwähnung | Name                        | Bemerkung                    |
| ------------------------------- | --------------------------- | ---------------------------- |
| 1541                            | Thomas Merten               | erster evangelischer Pfarrer |
| unbekannt                       | Fr. Strach                  |                              |
| unbekannt                       | Thomas Hübener              |                              |
| unbekannt                       | Thomas Wilcke               |                              |
| 1715                            | Joachim Kuhfahl             |                              |
| 1761                            | Adam Kuhfahl                |                              |
| 1800                            | George Friedrich Naetebusch |                              |
| 1824–1842                       | Aug. Behnicke               |                              |
| 1842–1876                       | Friedr. Bernhardi           |                              |
| 1876–1893                       | Ernst Behnicke              |                              |
| 1893–1896                       | Friedrich Bartholdy         |                              |
| 1896–1934                       | Gustav Posth                |                              |
| 1934–1951                       | Hermann Gehann              |                              |
| 1952–1966                       | Siegfried Hoppe             |                              |
| 1967–1980                       | Wilfried Rahner             |                              |
| 1980–1984                       | Christa Maria Rahner        |                              |
| 1984–2004                       | Renate Vogel                |                              |